# Sebastiano Mannironi
Sebastiano Mannironi   (Nùgoro, 22 de juliol de 1930 - Bracciano, 12 de juny de 2015) fou un aixecador italià que va competir durant les dècades de 1950 i 1960.
Durant la seva carrera esportiva va prendre part en tres edicions dels Jocs Olímpics d'Estiu, el 1956, 1960 i 1964. Als Jocs de Roma, el 1960, guanyà la medalla de bronze en la categoria del pes ploma del programa d'halterofília, mentre el 1964, a Tòquio, fou cinquè en la mateixa categoria.
En el seu palmarès també destaquen dues medalles de plata i dues de bronze al Campionat del món d'halterofília entre 1957 i 1961; una medalla d'or, cinc de plates i quatre de bronzes al Campionat d'Europa, entre 1953 i 1966, i dues medalles d'or als Jocs del Mediterrani, el 1955 i 1967. Guanyà 15 campionats nacionals italians. El 1958 va establir el rècord del món d'arrancada en el pes ploma.